# Sand Grain Studios
Sand Grain Studios is een Roemeens computerspelontwikkelaar opgericht in 2002. Het hoofdkantoor bevindt zich in Boekarest. Dit bedrijf werkt vooral voor Activision en samen met FUN Labs en Magic Wand Productions. Sand Grain Studios is bekend voor het maken van computerspellen onder licenties van Cabela's.

## Ontwikkelde spellen
| Release | Title                                        | Platform                                                           |
| ------- | -------------------------------------------- | ------------------------------------------------------------------ |
| 2002    | Cabela's Big Game Hunter                     | PlayStation 2                                                      |
| 2003    | Cabela's Big Game Hunter: 2004 Season        | Windows                                                            |
| 2003    | Cabela's Dangerous Hunts                     | PlayStation 2, Microsoft Windows, Xbox                             |
| 2003    | Cabela's Deer Hunt: 2004 Season              | PlayStation 2, Xbox                                                |
| 2004    | Cabela's Big Game Hunter 2005 Adventures     | Microsoft Windows, Xbox, PlayStation 2, GameCube, Game Boy Advance |
| 2004    | Cabela's Deer Hunt: 2005 Season              | PlayStation 2, Microsoft Windows, Xbox                             |
| 2005    | Shamu's Deep Sea Adventures                  | PlayStation 2, Xbox, Nintendo DS, Game Boy Advance, GameCube       |
| 2006    | Cabela's African Safari                      | Xbox 360, Windows, PlayStation 2, PlayStation Portable             |
| 2006    | Cabela's Alaskan Adventures                  | Xbox 360, Microsoft Windows, PlayStation 2                         |
| 2006    | Cabela's Dangerous Hunts: Ultimate Challenge | PlayStation Portable                                               |
| 2009    | NPPL Championship Paintball 2009             | PlayStation 2, PlayStation 3, Xbox 360, Wii                        |